# Fiftysix
Fiftysix – obszar niemunicypalny w Stanach Zjednoczonych, w stanie Arkansas, w hrabstwie Craighead.